# Mett
Mett (toponimo tedesco; in francese Mâche) è un quartiere di 10 858 abitanti del comune svizzero di Bienne, nel Canton Berna (regione del Seeland, circondario di Bienne).

## Storia

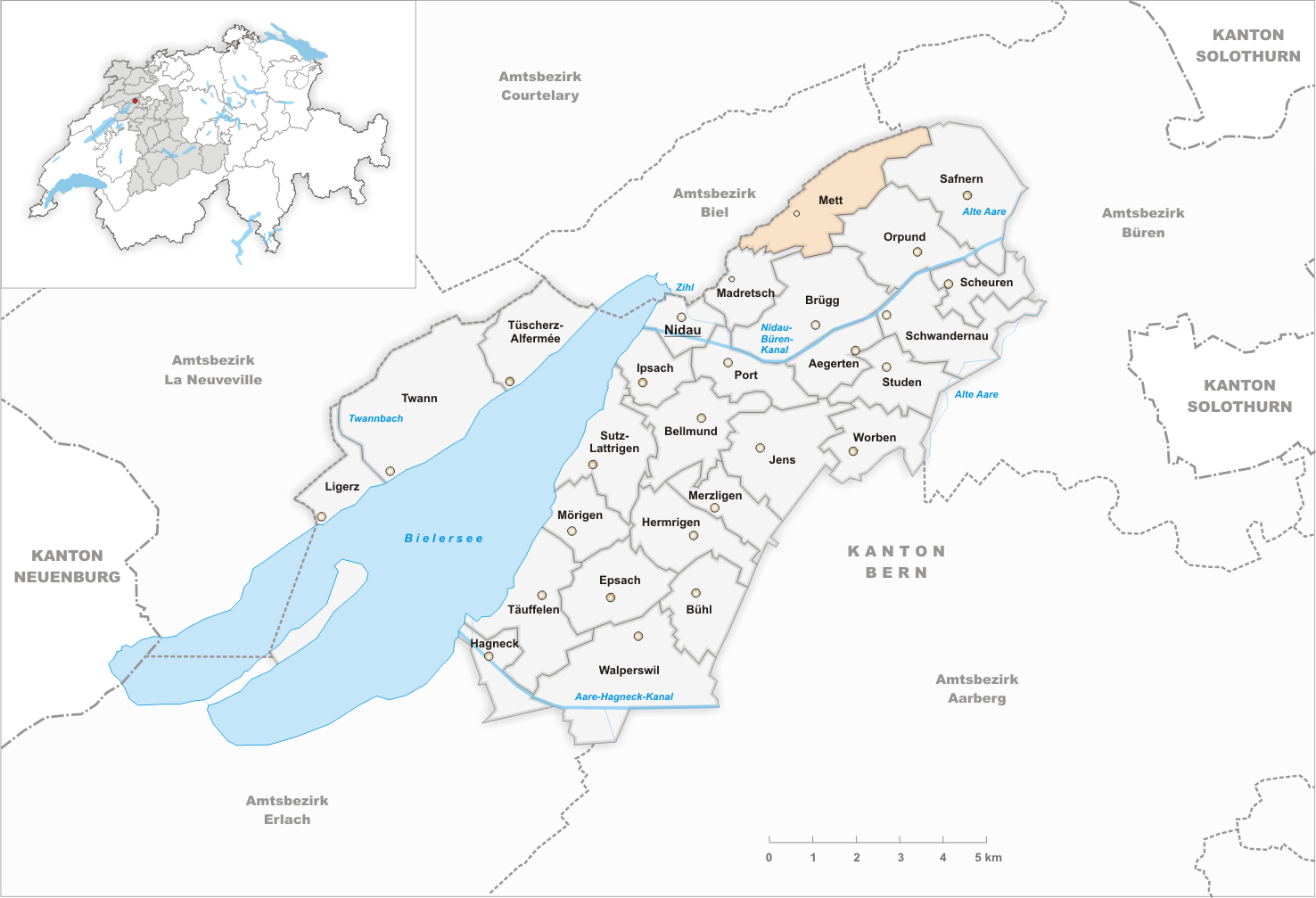
Il territorio del comune di Mett prima degli accorpamenti comunali del 1920

Già comune autonomo che apparteneva al distretto di Nidau e che si estendeva per 4,03 km², nel 1920 è stato accorpato a Bienne assieme all'altro comune soppresso di Madretsch.

## Monumenti e luoghi d'interesse
- Chiesa riformata (già di Santo Stefano), eretta nel 600 circa e ricostruita nell'VIII, nell'XI, nel XIII e nel XIV secolo[1].

## Società

### Evoluzione demografica
L'evoluzione demografica è riportata nella seguente tabella:
Abitanti censiti

## Amministrazione
Ogni famiglia originaria del luogo fa parte del comune patriziale che ha la responsabilità della manutenzione di ogni bene comune.